# Byllis subgranulata
Byllis subgranulata är en insektsart som först beskrevs av Stsl 1859.  Byllis subgranulata ingår i släktet Byllis och familjen Flatidae. Inga underarter finns listade i Catalogue of Life.